# Born Into the ’90s
Born Into the ’90s – debiutancka płyta amerykańskiego piosenkarza R. Kelly’ego jako członka zespołu Public Announcement. Wydany w 1992 roku album promowały piosenki: „She's Got That Vibe” (największy hit R. Kelly’ego w Wielkiej Brytanii), „Dedicated,” „Honey Love,” i „Slow Dance (Hey Mr. DJ).”. Born Into the ’90s uzyskała status złotej i ostatecznie platynowej w 1993 roku. Kelly opuścił zespół krótko po wydaniu płyty, by rozpocząć solową karierę.

## Lista utworów
1. „She's Loving Me”
2. „She's Got That Vibe”
3. „Definition of a Hotti”
4. „I Know What You Need”
5. „Keep It Street”
6. „Born Into the ’90s”
7. „Slow Dance (Hey Mr. DJ)”
8. „Dedicated”
9. „Honey Love”
10. „Hangin' Out”
11. „Hey Love (Can I Have a Word?)”

## Pozycje na listach
| Lista przebojów (1992) | Rekordowa pozycja |
| ---------------------- | ----------------- |
| The U.S. Billboard 200 | 1                 |
| Top R&B/Hip-Hop Albums | 1                 |
| UK Top 75 Albums       | 1                 |
| Dutch Albums Chart     | 49                |
| Lista przebojów (2001) | Rekordowa pozycja |
| French Albums Chart    | 79                |